# More (Vic Dana)
More è il terzo album del cantante pop statunitense Vic Dana, pubblicato dalla Dolton Records nel settembre 1963 .

## LP
BLP-2026/BST-8026
Lato A
1. More – 2:18 (testo: Marcello Ciorciolini; adattamento testo in inglese di Norman Newell – musica: Riz Ortolani, Nino Oliviero)
2. When a Boy Falls in Love – 2:35 (Clint Lavert, Sam Cooke)
3. The End of the World – 2:35 (testo: Sylvia Dee – musica: Arthur Kent)
4. I Will – 2:29 (Dick Glasser)
5. That's Why I'm Sorry – 2:15 (Jan Crutchfield)
6. Danke Schoen – 2:36 (testo: Milt Gabler, Kurt Schwaback – musica: Bert Kaempfert)

Durata totale: 14:48
Lato B
1. He Gives Me Love – 2:15 (Nat Simon, Sunny Skylar)
2. What Good Would It Do – 3:00 (Laurence Larry Weiss, Lockie Edward Jr.)
3. So Much in Love – 2:00 (Billy Jackson, Roy Straigis, George Williams)
4. I Was the One – 2:25 (Hal Blair, Bill Peppers, Claude Demetrius, Aaron Schroeder)
5. My World – 2:00 (Randy Newman)
6. You're Nobody Till Somebody Loves You – 3:02 (Larry Stock, Russ Morgan, James Cavanaugh)

Durata totale: 14:42

## Musicisti
- Vic Dana – voce
- Ernie Freeman – direttore d'orchestra, arrangiamenti

### Produzione
- Bob Reisdorff – produzione
- Eddie Brackett – ingegnere delle registrazioni
- Studio Five – design e foto copertina album originale[3]

## Classifica
| Anno | Classifica | Posizione raggiunta |
| ---- | ---------- | ------------------- |
| 1964 | TOP LP's   | 111                 |